# National water and electricity company
La National water and electricity company (NAWEC) est la compagnie nationale d'eau et d'électricité de la République de Gambie. Établie en juin 1996 sous la Loi sur les sociétés de 1955 (Companies Act of 1955),, NAWEC est mandatée pour la fourniture des services d'électricité, d'eau et d'assainissement en Gambie.

## Histoire

### Création et évolution
La National water and electricity company Ltd (NAWEC) a été établie en juin 1996 pour succéder à la Utilities Holding Corporation (UHC), qui avait été établie par Ordre exécutif présidentiel en 1992. 

### Période de transition
L'UHC avait initialement conclu un contrat de crédit-bail avec SOGEA, qui forma une compagnie appelée Management Services Gambia Limited (MSG) pour exploiter et gérer les actifs de manière rentable. Cet arrangement fut terminé en février 1995, laissant l'UHC avec la responsabilité de gestion des actifs.

### Évolution institutionnelle
Selon certaines sources, NAWEC fut initialement établie en 1981 sous le nom de Gambia Electricity Corporation et fut renommée en 2001 pour inclure les services d'eau.

## Organisation et gouvernance

### Structure de gouvernance
NAWEC est gouvernée par un Conseil d'administration qui est nommé par l'Honorable Ministre du Pétrole et de l'Énergie. Le Directeur général, nommé par le Président, est responsable de superviser directement les opérations de la Compagnie.

### Structure organisationnelle
NAWEC dispose de dix (10) divisions, chacune dirigée par un Directeur qui rend compte directement au Directeur général. Les Directeurs supervisent également les Managers qui travaillent sous leurs divisions.

### Propriété des actifs
Les actifs d'électricité, d'eau et d'assainissement appartiennent au gouvernement mais sont gérés et exploités par NAWEC.

## Services et activités

### Services électriques
NAWEC est responsable de la génération, transmission, distribution et fourniture d'électricité en Gambie. La compagnie dessert les zones urbaines et rurales, assurant l'approvisionnement électrique des clients résidentiels et commerciaux.

### Services d'eau et d'assainissement
En plus des services électriques, NAWEC assure l'accès à l'eau propre et fiable pour les clients résidentiels et commerciaux. La compagnie gère également les services d'assainissement sur l'ensemble du territoire gambien.

### Gestion des infrastructures
NAWEC gère et maintient les infrastructures nationales d'électricité et d'eau du pays, incluant les installations hydroélectriques et autres équipements énergétiques.

## Siège social et localisation
NAWEC a son siège social à Banjul, capitale de la République de Gambie.

## Présence institutionnelle

### Secteur des services publics
En tant que compagnie de services publics, NAWEC joue un rôle central dans l'économie gambienne en fournissant les services essentiels d'électricité et d'eau à la population.

### Relations avec les parties prenantes
NAWEC maintient des relations avec diverses organisations internationales et régionales dans le cadre de sa mission de fourniture de services publics essentiels.

## Communication et relations publiques

### Présence sur les réseaux sociaux
NAWEC maintient une présence active sur les réseaux sociaux pour communiquer avec le public gambien. La compagnie dispose d'une page Facebook avec 34 431 abonnés et 344 followers sur LinkedIn.

### Services clients
Le site web officiel de NAWEC propose diverses sections dédiées au service client, incluant des FAQs, des services en libre-service pour l'électricité et l'eau, ainsi que des informations sur les tarifs de service.

## Publications et transparence

### Rapports annuels
NAWEC publie des rapports annuels et des plans d'action stratégiques, démontrant son engagement envers la transparence et la responsabilité.

### Information publique
La compagnie met à disposition du public diverses informations, incluant des appels d'offres, des demandes d'expression d'intérêt (EOI) et des opportunités de carrière.

## Rôle dans le secteur énergétique

### Position dominante
NAWEC occupe une position dominante dans le secteur énergétique gambien en tant que seul générateur d'électricité du pays, à l'exception de quelques petits projets éoliens gérés par des producteurs indépendants.

### Développement sectoriel
La compagnie joue un rôle clé dans les initiatives de développement du secteur énergétique, notamment dans le cadre des projets d'électrification rurale et d'accès universel à l'électricité.

## Défis et perspectives

### Défis opérationnels
NAWEC fait face aux défis typiques du secteur énergétique gambien, notamment les coûts élevés de production d'électricité basée sur le pétrole et les difficultés d'approvisionnement.

### Projets de développement
La compagnie participe aux différents projets de développement énergétique du pays, incluant les initiatives régionales comme le projet OMVG et les programmes d'électrification soutenus par les partenaires internationaux.

## Supervision réglementaire
NAWEC opère sous la supervision de l'Autorité de régulation des services publics de Gambie (PURA), qui régule les secteurs des télécommunications, de l'énergie, du pétrole en aval, et des services d'eau et d'assainissement.